# Прохання малоросійського шляхетства 1764
Прохання малоросійського шляхетства 1764, «Прошение малороссийского шляхетства и старшин, вместе с гетманом, о восстановлении разных старинных прав Малороссии, поданное Екатерине II в 1764 году». Документ комплексно відобразив особливості суспільно-політичного та політико-культурного розвитку Гетьманщини протягом 1750-х — поч. 1760-х рр. «Прохання…» підпорядковане прагненню провідних верств Лівобережної України зміцнити її як окреме політичне тіло у складі Російської імперії, організоване на засадах шляхетської демократії та очолене авторитетною інституцією гетьманства. Документ прийнято за гетьманування К.Розумовського на дорадчому старшинському з'їзді в Глухові в грудні 1763. Він складався із 23-х пунктів, що стосувалися, зокрема, обрання гетьмана з наступним підтвердженням вибору імператрицею; запровадження в Україні вищої судової установи — трибуналу, регулярного скликання сейму або генеральної ради; звільнення України від безплатного утримання розквартированих російських військ; реформування козацької армії; повернення Гетьманщині територій, забраних російським урядом; відновлення митного кордону з Росією; виплати українському народу боргів; заснування в Україні за європейськими зразками університетів, гімназій, друкарень та ін. Російська імператриця Катерина II розцінила цей документ як неприйнятний для російського самодержавства і скасувала в Україні гетьманство, призначила малоросійського генерал-губернатора, а також запровадила 2-гу Малоросійську колегію.